# 大和斎場
大和斎場（やまとさいじょう）は、神奈川県大和市にある（建物は大和市と座間市に跨る形になっている）大和市・海老名市・綾瀬市・座間市の4市で組織する広域大和斎場組合が運営している火葬場・斎場である。平成元年4月に運用が始まった。4市に住居登録がある市民（組織市内）が利用しているため、常に混雑している。

## 所在地
- 〒242-0005 神奈川県大和市西鶴間8丁目10番8号

- 北緯35度28分52.2秒 東経139度26分18.9秒 / 北緯35.481167度 東経139.438583度
- 座間［北東］ - 地理院地図
- 広域大和斎場 - Google マップ

## 建物内
- 火葬炉は台車式8基（4基が大型炉）燃料は「都市ガス」
- 火葬受け入れ時間は9時から15時半まで
- 収骨室 2室
- 安置室 1室（遺体冷蔵庫4基）
- 式場   4室（葬儀開始は、第一、第二式場が10時、第三式場が11時、第四式場が12時）
- 待合室 10室（各室約40人収容可能）
- 待合ホール
- 駐車場 170台駐車可能
- 売店 1箇所
- ペット火葬は無し

## 最寄駅
- 相鉄本線さがみ野駅から徒歩で約20分、タクシーの場合は約5分。
- 小田急江ノ島線鶴間駅から徒歩で約20分、タクシーの場合は約5分。
- 小田急江ノ島線南林間駅からタクシーで10分。
- 小田急江ノ島線・相鉄線大和駅からタクシーで15分。
- 相鉄本線相模大塚駅から徒歩で約20分。